# Pokémon Mystery Dungeon: Adventure Team
A série Pokémon Mystery Dungeon: Adventure Team (ポケモン不思議のダンジョン冒険団シリーズ, Pocket Monsters Fushigi no Danjon Bōken-dan Shirīzu, alternativamente Pokémon Mystery Dungeon: Adventure Squad), são três jogos de RPG lançados para WiiWare, parte da série de jogos Pokémon Mystery Dungeon. Os títulos, lançados no Japão em 4 de agosto de 2009, são Pokémon Mystery Dungeon: Advance! Fire Adventure Team (ポケモン不思議のダンジョン すすめ！炎の冒険団, Pocket Monsters Fushigi no Danjon Susume! Honō no Bōken-dan, tradução alternativa Pokémon Mystery Dungeon: Keep Going! Blazing Adventure Squad!), Pokémon Mystery Dungeon: Go! Storm Adventure Team (ポケモン不思議のダンジョン いくぞ！嵐の冒険団, Pocket Monsters Fushigi no Danjon Ikuzo! Arashi no Bōken-dan, tradução alternativa Pokémon Mystery Dungeon: Let's Go! Stormy Adventure Squad!) e Pokémon Mystery Dungeon: Aim! Equipe Light Adventure (ポケモン不思議のダンジョン めざせ！光の冒険団, Pocket Monsters Fushigi no Danjon Mezase! Hikari no Bōken-dan, tradução alternativa Pokémon Mystery Dungeon: Go For It! Light Adventure Squad!). Esta parcela é o primeiro jogo da série Mystery Dungeon a estar em um sistema doméstico, com a próxima parcela doméstica sendo Pokémon Mystery Dungeon: Rescue Team DX para o Nintendo Switch.
Tal como acontece com outras parcelas da série Mystery Dungeon, o jogo gira em torno de masmorras de vários níveis que mudam aleatoriamente, as quais o jogador deve explorar e limpar enquanto luta contra Pokémon hostis em combates por turnos. Apresenta Pokémon e masmorras separados entre versões diferentes, contendo no total 493 Pokémon das primeiras quatro gerações dos jogos da série principal de Pokémon.

## Jogabilidade
Embora semelhante às parcelas anteriores, como os títulos Rescue Team e Explorers, Adventure Team apresenta gráficos tridimensionais em vez dos gráficos baseados em sprites dos títulos mencionados acima. Além da diferença de iniciantes e da localização central do jogo (em Fire Adventure Team, Pokémon de cor vermelha como Charmander estão disponíveis na "Pokémon Village", com os de cor azul como Squirtle em "Pokémon Beach" e os amarelos, como Pikachu em "Pokémon Garden", estão disponíveis no Light Adventure Team e no Storm Adventure Team, respectivamente), cada um dos três jogos contém 15 "Masmorras Misteriosas", que são exclusivas entre si. Ao contrário dos jogos portáteis anteriores, os jogos Adventure Team permitem salvar 4 arquivos em um único jogo. Além disso, o jogador é capaz de trocar seu personagem em qualquer ponto do jogo para outro a partir de uma lista de nove Pokémon. A transferência de Pokémon ou itens amigos entre os slots de salvamento mencionados anteriormente é permitida. O Nintendo DS também pode ser usado como controlador do jogo.
Os três jogos coletivamente apresentam todos os 493 Pokémon dos jogos de quarta geração, incluindo Arceus, que estava disponível por meio de uma distribuição especial. Eles também habilitam recursos online como o WiiConnect24 e a Nintendo Wi-Fi Connection, por meio deles permitindo aos jogadores acessar desafios especiais e obter Pokémon que de outra forma não estavam disponíveis. A capacidade de executar "ataques em equipe", em que os membros da equipe do jogador atacam simultaneamente um Pokémon inimigo, foi introduzida pela primeira vez no Adventure Team e seria apresentada em versões posteriores do Mystery Dungeon. No Adventure Team, os Pokémon o fazem empilhando-se uns sobre os outros, formando uma "Torre Pokémon". Além disso, o jogo permite que o jogador ou Pokémon aliado evolua dentro das masmorras.

## Sinopse
Ao contrário dos jogos Pokémon Mystery Dungeon anteriores e seguintes, o jogador não age como um humano transformado em Pokémon e, em vez disso, são habitantes Pokémon de uma cidade (Pokémon Village, Beach ou Garden, dependendo do jogo). Depois de resgatar um Shuckle de uma "masmorra misteriosa" em uma missão tutorial com um único parceiro, o grupo de nove Pokémon forma um Adventure Team seguindo o pedido de um idoso Slowking. Depois de algum tempo, em uma missão, os Pokémon obtêm um pouco de chocolate que entregam a Shuckle, provocando inveja em toda a cidade. Para restaurar a cidade, o Adventure Team explora outra masmorra e retorna com biscoitos, retornando com sucesso a cidade ao seu antigo estado de paz.
Após o incidente, uma das Feras Lendárias (Raikou, Entei ou Suicune) dependendo do jogo se aproxima do jogador, oferecendo-se para se juntar ao Adventure Team. Mais tarde, eles encontram outros Pokémon lendários que estão disponíveis para recrutamento para a Equipe de Resgate, além de masmorras de maior dificuldade.

## Lançamento
As parcelas do Adventure Team foram divulgadas pela primeira vez por meio de panfletos promocionais em meados de 2009, com um site contendo capturas de tela do jogo e filmagens sendo inaugurado em julho. Os jogos foram lançados em 4 de agosto de 2009 no Wii Shop Channel por 1.200 Nintendo Points. Os jogos receberam uma classificação CERO de "A" (para todas as idades). Kotaku listou os jogos como um dos melhores lançados através do WiiWare.
Uma tradução em inglês dos três jogos seria publicada posteriormente em 28 de abril de 2020, com os títulos traduzidos de Tempest, Radiant e Wildfire Adventure Squad.